# Hypothyris iberina
Hypothyris iberina är en fjärilsart som beskrevs av Ferreira d'almeida 1945. Hypothyris iberina ingår i släktet Hypothyris och familjen praktfjärilar. Inga underarter finns listade i Catalogue of Life.